# Melodie napoletane per canto e pianoforte
Melodie napoletane per canto e pianoforte è un album 33 giri del cantante Roberto Murolo pubblicato nel 1955.

## Tracce

### Lato A
1. Luna Rossa
2. Passione
3. Sciummo
4. 'O Ciucciarello

### Lato B
1. Anema e core
2. Nu Quarto 'E Luna
3. Te Sto Aspettanno
4. Come facette mammeta

## Formazione
- Roberto Murolo - voce, chitarra
- Luciano Sangiorgi - pianoforte